# لود
لُود (به فرانسوی: Loudes) یک کمون در فرانسه است که در Canton of Loudes واقع شده‌است.

## خصوصیات
لودس ۲۴٫۳۳ کیلومترمربع مساحت و ۸۰۴ نفر جمعیت دارد و ۸۳۶ متر بالاتر از سطح دریا واقع شده‌است.